# Grenada ai Giochi della XXXII Olimpiade
Grenada ha partecipato ai Giochi della XXXII Olimpiade, che si sono svolti a Tokyo, Giappone, dal 23 luglio all'8 agosto 2021 (inizialmente previsti dal 24 luglio al 9 agosto 2020 ma posticipati per la pandemia di COVID-19) con sei atleti, quattro uomini e due donne.
Si è trattato della decima partecipazione di questo paese ai Giochi estivi.

## Medaglie
| Riepilogo quotidiano | Riepilogo quotidiano | Riepilogo quotidiano | Riepilogo quotidiano | Riepilogo quotidiano | Riepilogo quotidiano | Riepilogo quotidiano |
| -------------------- | -------------------- | -------------------- | -------------------- | -------------------- | -------------------- | -------------------- |
| Giorno               | Data                 |                      |                      |                      | Totale               |                      |
| 13º                  | 5                    | 0                    | 0                    | 1                    | 1                    |                      |
| Totale               | Totale               | 0                    | 0                    | 1                    | 2                    |                      |

### Medagliere per disciplina
| Sport            | Oro | Argento | Bronzo | Totale |
| ---------------- | --- | ------- | ------ | ------ |
| Atletica leggera | 0   | 0       | 1      | 1      |
| Totale           | 0   | 0       | 1      | 1      |

### Medaglie di bronzo
| Medaglia | Nome         | Sport            | Evento                   |
| -------- | ------------ | ---------------- | ------------------------ |
| Bronzo   | Kirani James | Atletica Leggera | 400 metri piani maschili |

## Delegazione
| Sport            | Uomini | Donne | Totale |
| ---------------- | ------ | ----- | ------ |
| Atletica leggera | 3      | 1     | 4      |
| Nuoto            | 1      | 1     | 1      |
| Totale           | 4      | 2     | 6      |

## Atletica leggera
| Q | Qualificato al turno successivo per la posizione in qualificazione                                                           |
| q | Qualificato per il turno successivo per ripescaggio o, negli eventi su campo, conquistando la misura minima per qualificarsi |

Maschile
Eventi su pista e strada
| Atleta       | Evento      | Batteria  | Batteria  | Semifinale | Semifinale | Finale    | Finale    |
| Atleta       | Evento      | Risultato | Posizione | Risultato  | Posizione  | Risultato | Posizione |
| ------------ | ----------- | --------- | --------- | ---------- | ---------- | --------- | --------- |
| Kirani James | 400 m piani | 45"09     | 2º Q      | 43"88      | 1º Q       | 44"19     |           |

Eventi su campo
| Atleta          | Evento                 | Qualifica | Qualifica | Finale          | Finale          |
| Atleta          | Evento                 | Misura    | Posizione | Misura          | Posizione       |
| --------------- | ---------------------- | --------- | --------- | --------------- | --------------- |
| Anderson Peters | Lancio del giavellotto | 80,42 m   | 15º       | Non qualificato | Non qualificato |

Eventi multipli
| Atleta        | Evento    | 100 m | Lungo  | Peso    | Alto   | 400 m | 110 ost. | Disco   | Asta | Giav. | 1500 m  | Punteggio totale | Pos. |
| ------------- | --------- | ----- | ------ | ------- | ------ | ----- | -------- | ------- | ---- | ----- | ------- | ---------------- | ---- |
| Lindon Victor | Decathlon | 10"67 | 7,24 m | 15,39 m | 2,02 m | 49"21 | 14"83    | 49,75 m | 4,90 | 71,56 | 4:54.32 | 8414             | 7º   |

Femminile
Eventi su pista e strada
| Atleta        | Evento      | Batteria  | Batteria  | Semifinale      | Semifinale      | Finale          | Finale          |
| Atleta        | Evento      | Risultato | Posizione | Risultato       | Posizione       | Risultato       | Posizione       |
| ------------- | ----------- | --------- | --------- | --------------- | --------------- | --------------- | --------------- |
| Meleni Rodney | 400 m piani | NF        | NF        | Non qualificata | Non qualificata | Non qualificata | Non qualificata |

## Nuoto
Maschile
| Atleta       | Gara               | Batterie | Batterie | Semifinali      | Semifinali      | Finale          | Finale          |
| Atleta       | Gara               | Tempo    | Pos.     | Tempo           | Pos.            | Tempo           | Pos.            |
| ------------ | ------------------ | -------- | -------- | --------------- | --------------- | --------------- | --------------- |
| Derlon Felix | 100 m stile libero | 52"99    | 58º      | Non qualificato | Non qualificato | Non qualificato | Non qualificato |

Femminile
| Atleta        | Gara        | Batterie | Batterie | Semifinali      | Semifinali      | Finale          | Finale          |
| Atleta        | Gara        | Tempo    | Pos.     | Tempo           | Pos.            | Tempo           | Pos.            |
| ------------- | ----------- | -------- | -------- | --------------- | --------------- | --------------- | --------------- |
| Kimberly Ince | 100 m dorso | 1'10"24  | 41ª      | Non qualificata | Non qualificata | Non qualificata | Non qualificata |